# 霍元甲 (2006年電影)
《霍元甲》是一部講述武術宗師霍元甲一生的電影，由于仁泰導演，江志強監製，袁和平任動作設計。霍元甲由李連杰飾演。

## 劇情
1870年代，中國天津武風鼎盛，各門派常靠簽下生死狀的比武來顯露各方的實力，其中包括修煉家族祖傳的「霍家拳」的霍家。霍家少爺霍元甲打兒時起就不喜歡讀書練字、反而好动喜武，但他的父親、霍家掌門霍恩第卻以他體弱多病为由，不准他參與任何有關練武之事。於一次擂台比武中，霍恩第因不願痛下殺手而敗給「趙家拳」掌门趙中强，霍元甲對此相當不解，與趙中强之子趙健較量，但技不如人的他卻反被打惨。霍元甲從此發誓不會再敗給任何人，藉助他的好友農勁蓀而抄一本霍家拳秘笈，立下做「津門第一」的志願而開始背著父母苦習武藝。
三十年後，武藝精堪的霍元甲接過亡父之衣缽而天天與人比擂，不但擊敗趙健一雪前耻，更連勝天津的所有高手，僅除最後一位高手秦爺。但恃才而驕的元甲也逐漸變得自負、不近人情，甚至放縱還無自我約束的弟子們，以致家道日漸衰敗。一晚，元甲的一位徒弟遭秦爺重傷，使他失控衝入秦爺中沽月酒樓舉辦的壽宴，向其發出生死狀挑戰。經營沽月樓的勁蓀見元甲執迷不悟，失望之下與之決裂友情。清空整棟酒樓的客人後，两人在酒樓內拿大刀互劈乃至肉搏戰，元甲用絕殺拳重擊秦爺左胸至重傷，完勝後獨自走出七零八落的酒樓，如願以償成為津門第一。
就在元甲陪弟子一醉方休時，秦爺卻傷重不治身亡，而秦爺的義子對此打抱不平，屠殺元甲的年邁母親與養女霍翠婷為父報仇。元甲清晨回家後目睹慘劇，悲痛之下衝入秦家準備手刃仇人，但秦爺義子决定獨自承擔罪行，在元甲面前自刎謝罪。一無所有的元甲陷入精神恍惚，甚至得知被打傷的徒弟是因調戲秦爺的小妾而咎由自取。連串的打擊而失神的元甲從此遠走他鄉流浪，一次試圖投河自盡丹被一位盲女月慈姑娘救上岸，被帶回她居住的村莊。在月慈的奶奶孫婆婆的細心照料下，元甲開始認真修養，化名「阿牛」而和善良的村民相處，在這大自然的異地生活中開始走出過去陰霾，重新開始思考武術對於一個人與一個民族的真正意義，漸漸心智大開、悟得廣大天地。數年後，元甲決定返鄉探家而向月慈說出他的真實姓名，隨後離開村莊返鄉。
當時八國聯軍入侵中國，天津淪為各國殖民地。元甲回家重逢管家來福，燒毀自己積攢的所有生死狀，來到父母和養女的墳前懺悔致歉，同時來到昔日勁敵秦爺的家燒香並與秦爺的家屬致歉。一名前來中國挑戰的美國大力士奧比音，當時已挫敗數十名中國武師，甚至詆毀中國人是“東亞病夫”。元甲決定要靠武術來為國爭光，求得老友勁蓀原諒後得到他的資助。於上海跑馬場的擂台激戰中，元甲一舉擊敗不可一世的奧比音，並因為救他一命而令他自願服輸。元甲因此一舉打破中國人在洋人心中的蔑稱，召集各大武術精英聯合開辦精武體操會以促進民族自強，而勁蓀也以賣掉酒樓的錢來全力支持元甲現在的抱負。
精武體操會於1910年6月1日正式成立，元甲親任會長以弘扬民族精神，收納趙健以及一部分曾經的弟子加入行列。隨著精武體操會的名聲越來越大，引起上海洋商總會的四位代表注意，日本代表三田龍一決定挑戰其聲望，說服德、比、英三國共同派出最強高手舉辦一次擂台賽，要求霍元甲當天連續同四國高手競技且必須全勝。由日方派出的高手田中安野於賽前和元甲的茶敘中，元甲字字句句顯示他對武術和人品的高尚情操，讓田中敬佩不已。比武當天，元甲於前三場比賽中皆順利取勝，在最終場中拿三節棍對抗手操武士刀的田中。這對中日兩大高手打的不相上下，第一回合以平手告一段落，但三田為了取勝而不惜派人在元甲的茶水裏下毒，導致休息時喝下毒茶的元甲，於第二回合的肉搏戰中突然吐血而中斷比賽。田中見狀原本勸說元甲停止比賽，霍元甲深感毒已攻心，依然決定帶傷繼續對打以捍衛「自強不息」的精神。
田中奉陪元甲搏鬥至最後一刻，元甲靠他當年打死秦爺所用的絕殺拳，擊向田中胸口前突然收拳，最後即七竅流血而不支倒地。田中感覺到元甲若不是中毒或是選擇手下留情，其實可以靠這一拳贏得勝利，於是在全體觀眾面前扶持並宣佈霍元甲是勝利者。全場觀眾高呼霍元甲的名字，勁蓀等人立刻上前照看他。洋商總會代表裏除了在霍元甲身上下注的法商以外其他人皆輸，田中也認為他輸的心服口服後離場，並將耍下三濫手段的三田稱為“日本人的恥辱”。傷重的元甲送醫後毒發身亡，終年四十二歲；但他最後出現在月慈姑娘想像的幻象中練武。

## 演員
| 演員                     | 角色                              | 備註 |
| 李連杰 Jet Li            | 霍元甲 Huo Yuanjia                | 霍家拳第二代傳人，兒時血氣方剛、不愛唸書，成年後在比武方面總是無往不利，也就是這一點讓他感到自豪而肆無忌憚，進而鑄下敗光積蓄及招致滅門之大錯。爾後他自我放逐，漂流到無人知曉的鄉村，並悔悟自己的過錯，乃至學會武術的真理。童年由盧宇浩飾演。 |
| 孫儷 Sun Li              | 月慈 Yueci                        | 農家的女兒，自13歲開始患有青光眼，富有強大同理心，收留霍元甲照顧他時教導他做人的道理。 |
| 董勇 Dong Yong           | 農勁蓀 Nong Jinsun                | 霍元甲從小到大的摯友，沽月樓的老闆，雖然不習武，但在霍元甲最落魄之際都沒有放棄他。 |
| 中村獅童 Nakamura Shidou | 田中安野 Anno Tanaka              | 日本號稱「九鬼神流」的天才武術家，待人謙虛、為人師表，是霍元甲於最終決賽的對手。 |
| 鄒兆龍 Collin Chou       | 霍恩第 Huo Endi                   | 霍元甲的父親，因病早逝，生前因兒子體弱多病，一直反對他學武。 |
| 原田真人 Harada Masato   | 三田龍一 Ryuichi Mita             | 上海洋商總會的日本代表，靠武術競賽來達到賭博目的，為了勝利可以不擇手段。 |
| 曲雲 Qu Yun              | 孫婆婆 Granny Sun                 | 月慈的奶奶，在霍元甲投河自盡被村民救起後相當照顧他，且也教會他不少人世間的道理。 |
| 馬中軒 Ma Chung Xuan     | 趙健 Zhao Jian                    | 霍元甲從小的宿敵，趙家拳傳人，睽違二十年後交手仍敗於元甲手下，最落魄之際直到遇見元甲前來致歉而化敵為友。 |
| 鮑起靜 Paw Hee Ching     | 霍母 Mrs. Huo                     | 霍元甲的母親，在世時常教導他為人處事的道理，可惜氣盛的霍元甲始終聽不進去。 |
| 胡小凌 Hu Xiao Ling      | 霍翠婷 Jade Huo                   | 霍元甲的養女，從小沒有母親，而父親元甲還每晚在外慶賀，使她缺少陪伴。 |
| 丁亮 Ding Liang          | 來福 Laifu                        | 霍家的忠誠管家，在霍家最落魄之際仍未曾想過離開，默默的幫霍家守住家業。 |
| 陳之輝 Chen Zhihui       | 秦雷 Chin Lei                     | 人稱「秦爺」，天津之霸，霍元甲在天津最主要的強敵，術承鐵刀流。 |
| 何思榮 Ho Shi Jong       | 秦妻 Qin's wife                   | 秦爺的妻子，丈夫被霍元甲擊敗並打死。 |
| 向佐 Jacky Heung         | 秦爺義子 Qin's godson             | 秦爺的義子，鼓動霍元甲與其義父爭奪津門第一之大位，當秦爺落敗且喪命後，他憤而殺害霍元甲一家洩憤後自殺謝罪。 |
| 納森·瓊斯                | 「大力士」奧比音 Hercules O'Brien | 美國摔跤手，連贏過三十二場比武，諷刺過中國人是“東亞病夫”，被霍元甲擊敗後才改變看法。 |
| 尚格·洛耶                | 彼得·史密斯 Peter Smith           | 英國拳王，上海洋商總會派的參賽選手。 |
| 布蘭登·瑞亞              | 漢士·荷索 Col. Hans Herzon        | 比利時皇家騎隊總教練，善用長矛，上海洋商總會派的參賽選手。 |
| 安東尼·德朗格斯          | 安東尼·加史亞 Anthony Garcia      | 歐洲擊劍總冠軍，上海洋商總會派的參賽選手。 |
| 麥克·黎德 Mike Leeder    | 拳賽裁判                          | 負責監督整場比賽的人員。 |
| 楊紫瓊                   | 楊小姐                            | 客串，申奧官員，決議將武術納入奧運比賽項目的委員。（僅在導演剪輯登場） |

## 争议
電影雖是有關武術家霍元甲的生平，但內容情節被大幅改編、與事實毫無關聯，當中包括霍家被滅門以及其他虛構的存在嚴重失實的情節，引起霍家的後人強烈不滿。霍元甲的曾孫霍自正因此對影片製作方提起訴訟，希望通過法律途徑要求對方進行公開道歉。

## 獎項
| 頒獎典禮                     | 獎項             | 名字       | 結果 |
| ---------------------------- | ---------------- | ---------- | ---- |
| 2006年度香港電影評論學會大獎 | 最佳男演員       | 李連杰     | 獲獎 |
| 2006年度香港電影評論學會大獎 | 推薦電影         |            | 獲獎 |
| 第26屆香港电影金像奖         | 最佳动作设计     | 袁和平     | 獲獎 |
| 第26屆香港电影金像奖         | 最佳电影         |            | 提名 |
| 第26屆香港电影金像奖         | 最佳男主角       | 李連杰     | 提名 |
| 第26屆香港电影金像奖         | 最佳新人         | 孙俪       | 提名 |
| 第26屆香港电影金像奖         | 最佳剪接         |            | 提名 |
| 第26屆香港电影金像奖         | 最佳原创电影歌曲 | 《霍元甲》 | 提名 |
| 第26屆香港电影金像奖         | 最佳音效         |            | 提名 |
| 第43屆金马奖                 | 最佳动作设计     |            | 提名 |